# Philippe d'Encausse
Pour les articles homonymes, voir Encausse (homonymie).
Philippe d'Encausse, né le 24 mars 1967 à Clermont-Ferrand, est un athlète français, licencié au Stade Clermont-Ferrand, spécialiste du saut à la perche.
Il est le fils d'Hervé d'Encausse, ancien détenteur du record d'Europe du saut à la perche et champion de France de la discipline à plusieurs reprises dans les années 1960.
Philippe d'Encausse est l'entraîneur de Renaud Lavillenie depuis septembre 2012.

## Palmarès
- 13 sélections en Équipe de France A

- Il se classe huitième de la finale des Jeux olympiques de 1988, à Séoul, avec un saut à 5,60 m.
- Troisième des Jeux de la Francophonie en 1989.
- Il remporte la médaille d'or des Jeux méditerranéens de 1991 à Athènes avec la marque de 5,60 m.
- Il se classe quinzième des Jeux olympiques de Barcelone en 1992.

## Records
Son record personnel est de 5,75 m, établi le 26 juin 1993 à Pau.